# Triacanthagyna obscuripennis
Triacanthagyna obscuripennis är en trollsländeart som först beskrevs av Blanchard 1843.  Triacanthagyna obscuripennis ingår i släktet Triacanthagyna och familjen mosaiktrollsländor. IUCN kategoriserar arten globalt som livskraftig. Inga underarter finns listade i Catalogue of Life.